# Palazzo Sant’Antonio

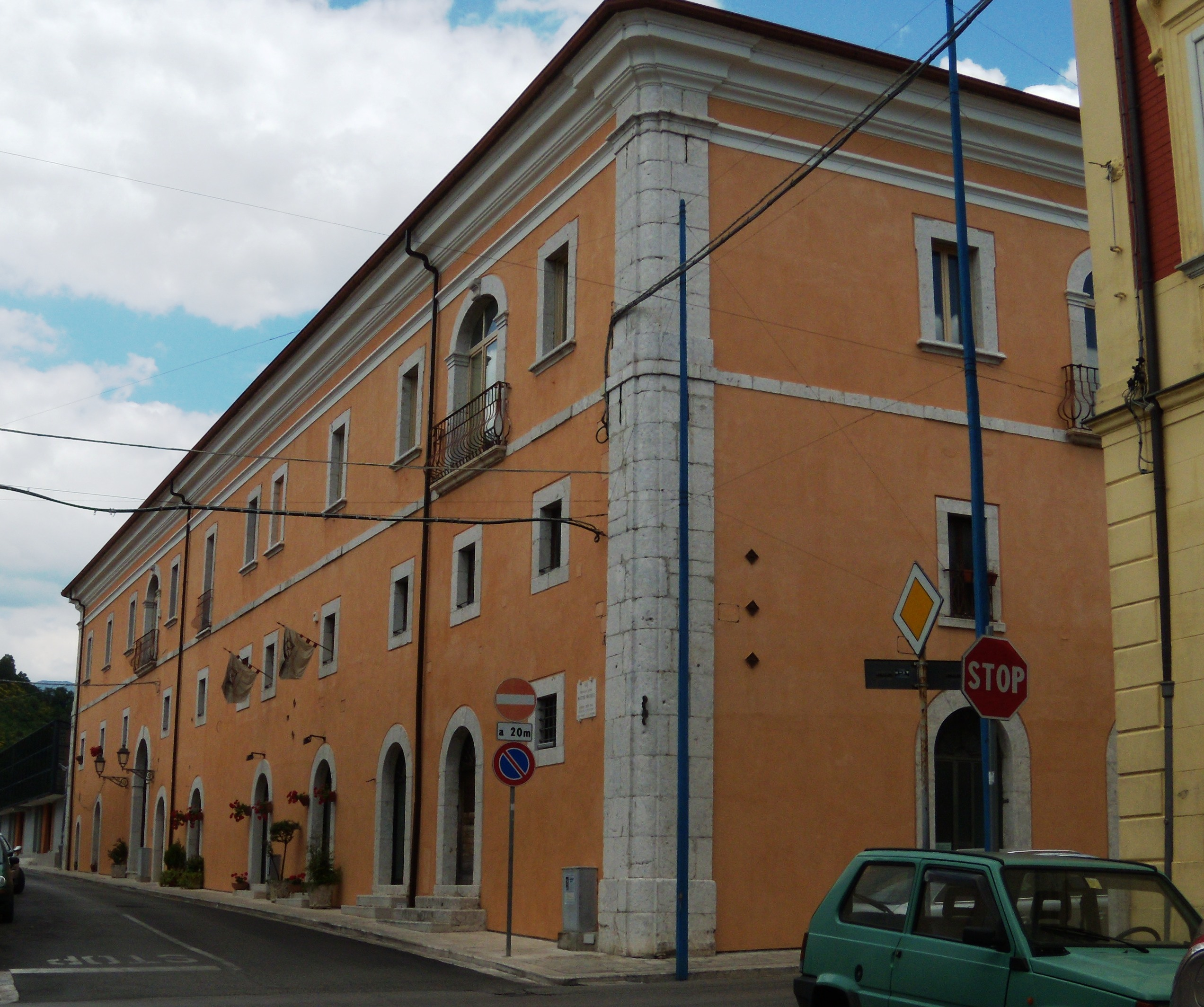
Palazzo Sant’Antonio in Cerreto Sannita

Der Palazzo Sant’Antonio ist ein Palast aus dem 17. Jahrhundert in Cerreto Sannita in der italienischen Region Kampanien. Er liegt am Corso Marzio Carafa an der Ecke zur Via Medaglia d’Oro.
Ursprünglich war er ein Minoritenkloster heute sind dort Gemeindebüros und das Stadtmuseum mit dem Keramikmuseum von Cerreto untergebracht.
Neben dem Kloster lagen die Kirche Sant’Antonio und die Hermandad der Madonna del Pianto.

## Geschichte

### Das Kloster von der Gründung bis zum Erdbeben 1688
Das Franziskanerkloster wurde in Cerreto Antica um 1240 gegründet, wenige Jahre nach dem Tod der Heiligen Franz von Assisi und Antonius von Padua. 1244 schenkte ein gewisser Salomone, Sohn von Girardo di Massa Inferiore, dem Konvent drei „Ortali“, also drei Grundstücke, die als Gärten angelegt waren.
Das Kloster wurde eines der bedeutendsten in der Gegend, sodass es häufig Stiftungen empfing und mehrmals das Konzil zur Wahl des Franziskanerpaters der Provinz beherbergte, unter dessen Gerichtsbarkeit ein guter Teil des heutigen Kampaniens fiel. Die Grafen Sanframando dagegen stifteten den Brüdern einen Teil ihrer Burg in Cerreto Antica. In dem anderen Teil dieser Burg war ab 1369 das Klarissenkloster untergebracht.
Im 16. Jahrhundert entschieden sich die Brüder nach der Aufteilung der franziskanischen Familie in Observanten und Minoriten nach einem Dekret von Papst Leo X., Teil der Minoriten zu werden.
Das Kloster wurde auch ein bedeutender Studienort und ein Bruder aus Cerreto, Pater Cesare de Laurentiis wurde 1621 zum Provinzial des Ordens gewählt. Die wachsende Macht der Brüder machte den Klerus von Cerreto so eifersüchtig, dass es 1651 zu Auseinandersetzungen zwischen einigen Priestern und den Ordensbrüdern kam; Streitobjekt war die Aufteilung der Steuern von den Bauern.
Das Erdbeben am 5. Juni 1688 ließ das Kloster bis auf die Grundmauern einstürzen; nur zwei von 17 Brüdern konnten sich retten.

### Von 1688 bis heute
Die beiden überlebenden Brüder entschieden dank des Einkommens, das ihre Ordensgemeinschaft besaß, ihr Kloster in der neuen Gemeinde Cerreto Sannita vollkommen neu aufbauen zu lassen; es wurde von Giovanni Battista Manni projektiert.
Das Kloster und die angebaute Kirche wurden so schnell errichtet, dass der Bischof Giovanni Battista de Bellis bereits 1693, nur fünf Jahre nach dem Erdbeben, in der Klosterkirche begraben wurde, da man auf die Fertigstellung der Kathedrale von Cerreto Sannita noch warten musste.
Das Erdbeben am 26. Juli 1805 beschädigte Kloster und Kirche.
Nach der Auflösung des Klosters nach einem Dekret von Joseph Bonaparte diente das Gebäude verschiedenen Zwecken, bis es Anfang des 20. Jahrhunderts Sitz der Gemeindebüros wurde.

## Beschreibung
Der Palazzo Sant’Antonio zeigt sich als großes Gebäude mit rechteckigem Grundriss; er besitzt innen einen Kreuzgang und war von einem Garten umgeben, der später anderen Zwecken zugeführt wurde.

### Kreuzgang
Der Kreuzgang mit quadratischem Grundriss enthält fünf Bögen pro Seite. Im Bodenbelag jedes Joches des Kreuzgangs wurden zwanzig Paneele aus Keramik von Cerreto platziert, die Denkmäler, Persönlichkeiten und typische Traditionen von Cerreto Sannita illustrieren.
Die Paneele im Osttrakt (Künste und Industrie von Cerreto Sannita):

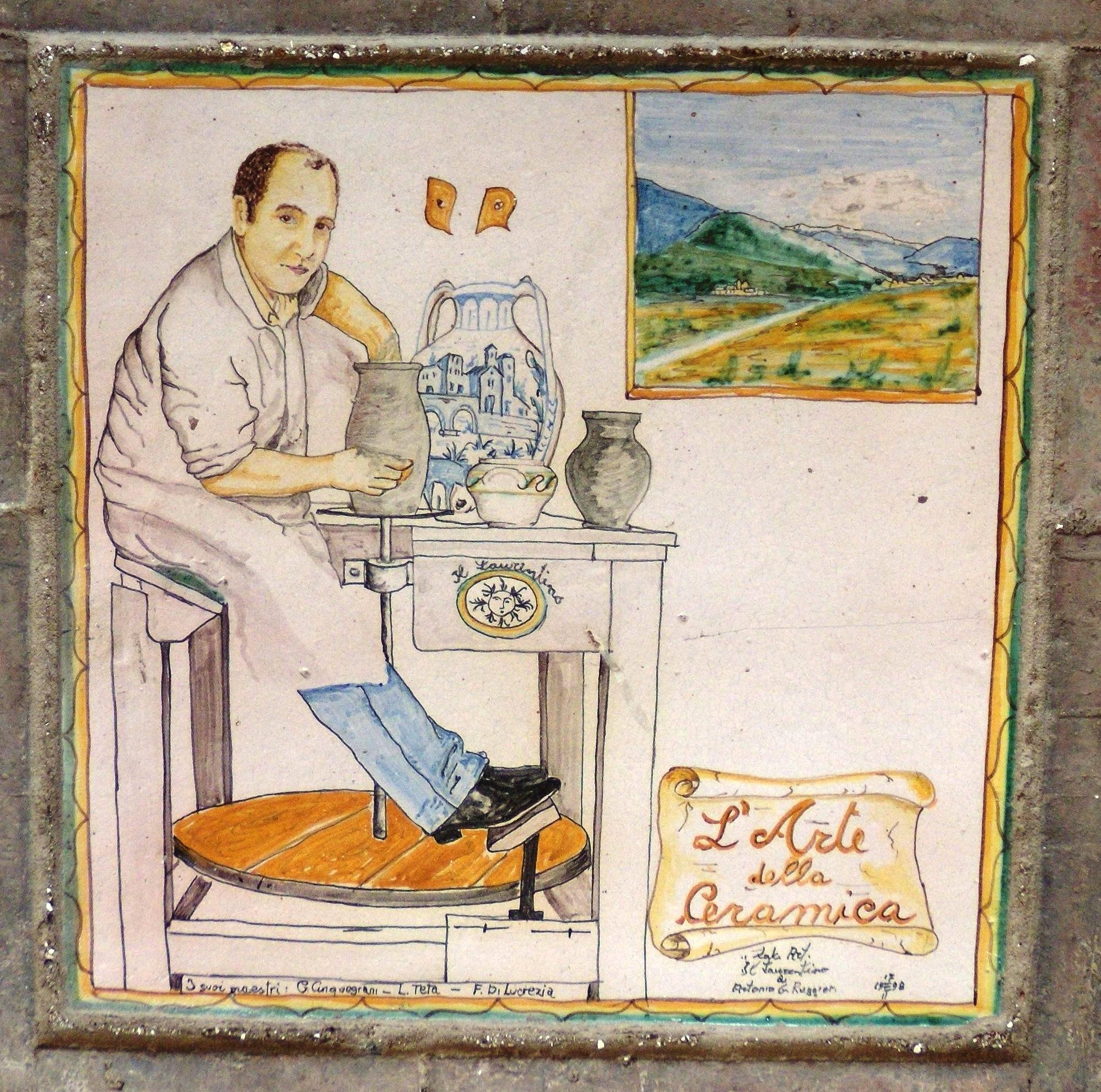
Die Kunst der Keramik.
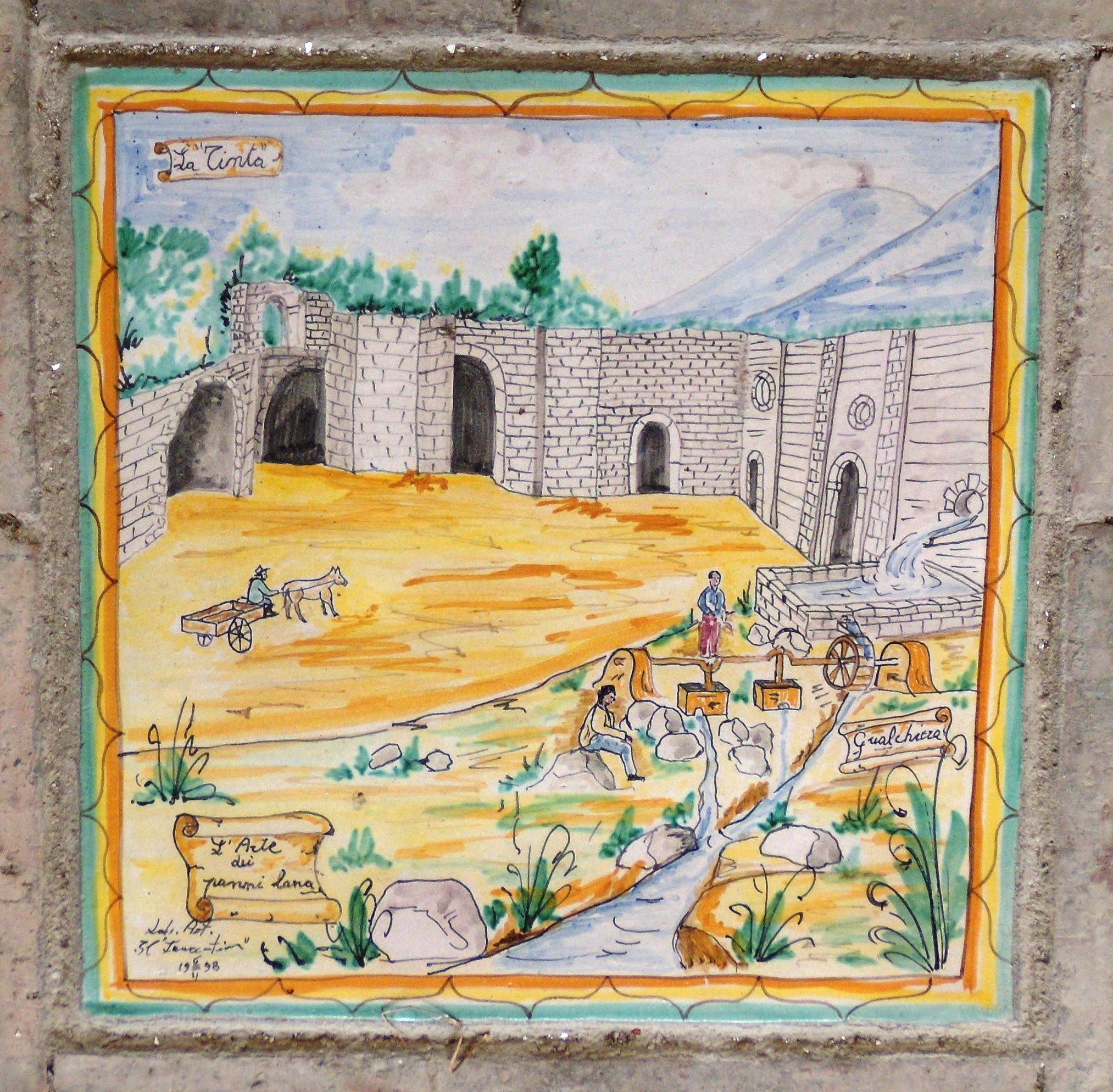
Die Wolltuchindustrie.
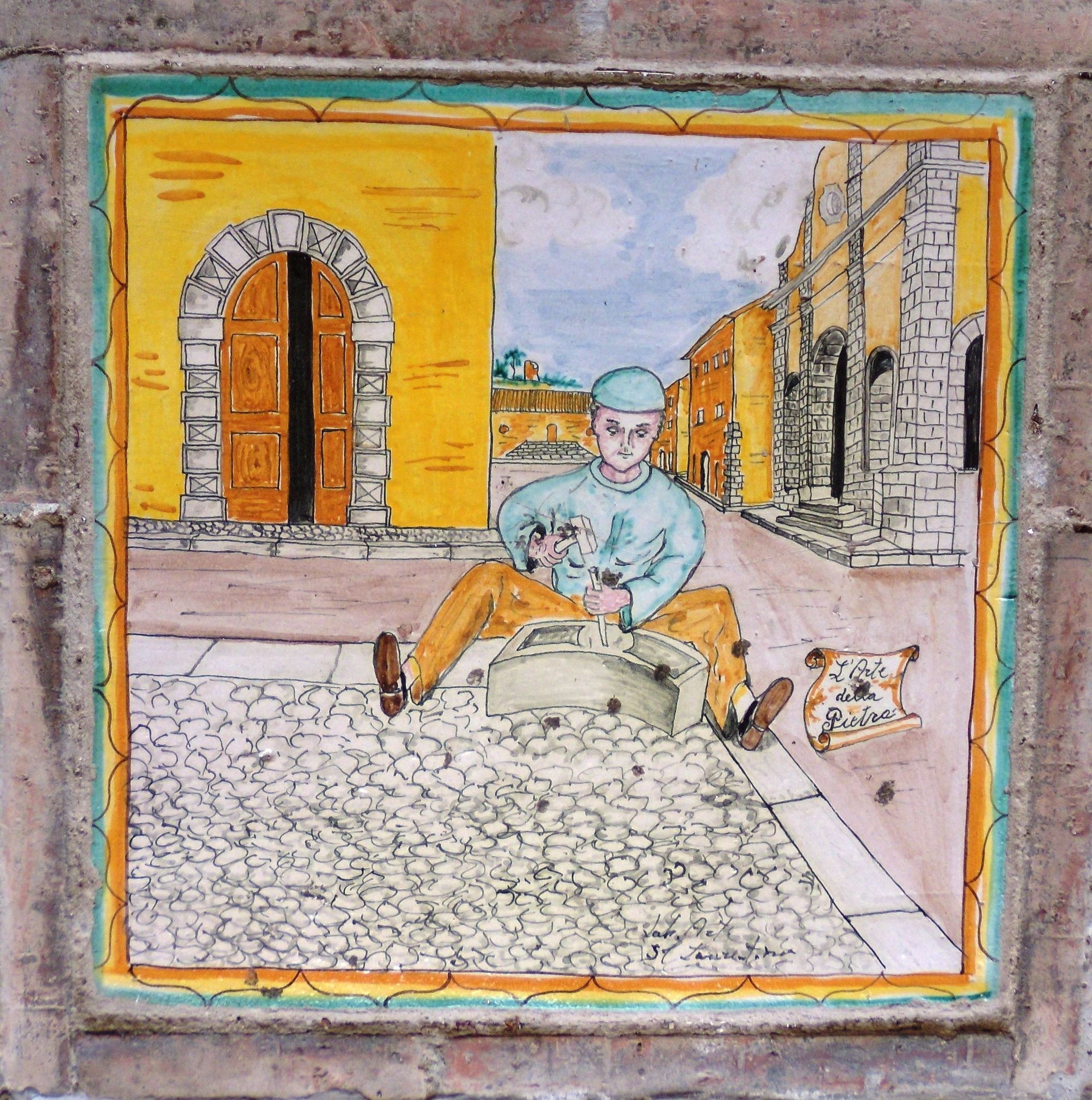
Die Steinmetzkunst.
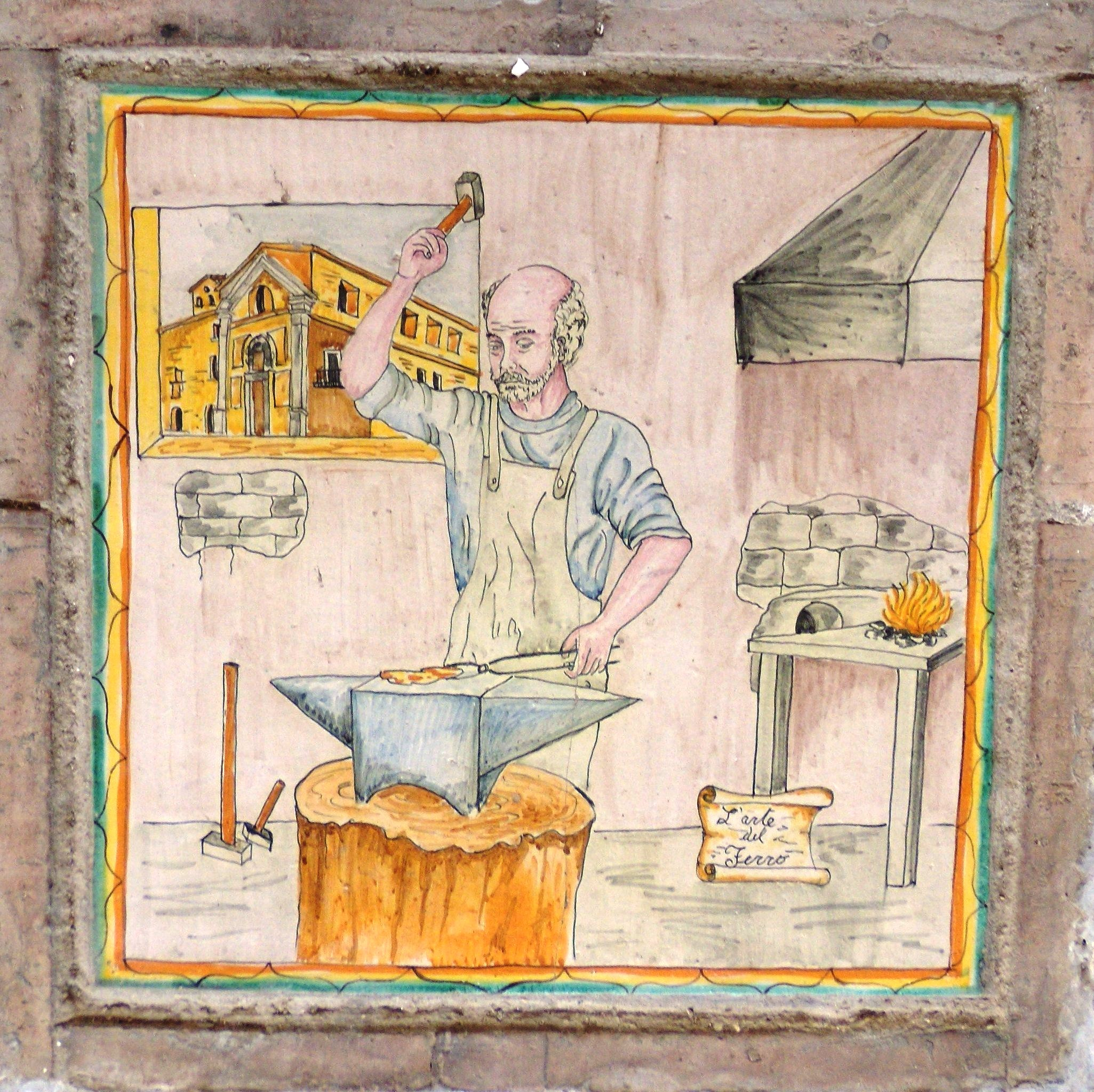
Die Schmiedekunst.
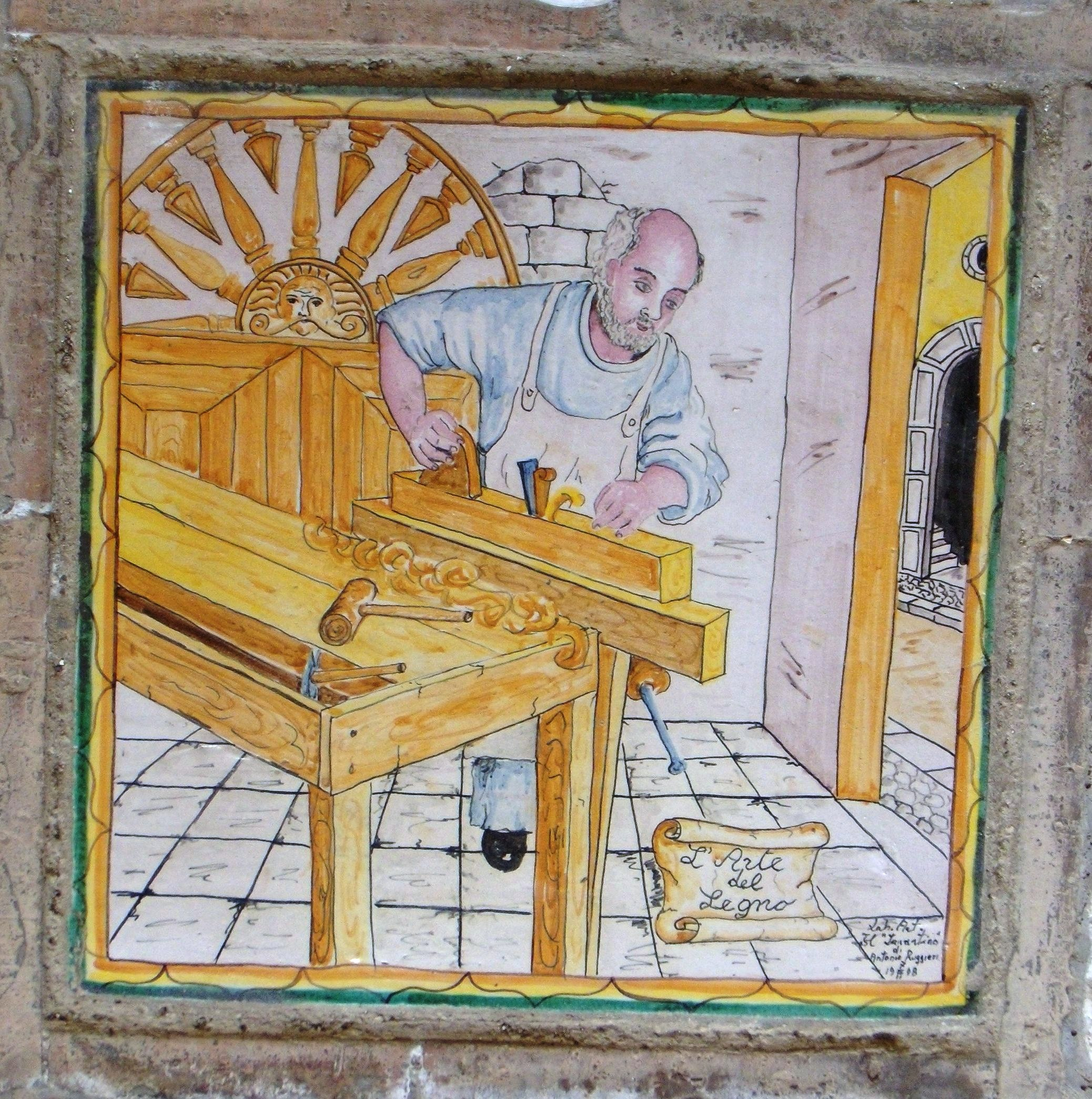
Die Holzbearbeitungskunst.

Die Paneele im Südtrakt (Orte von Interesse außerhalb des historischen Zentrums):

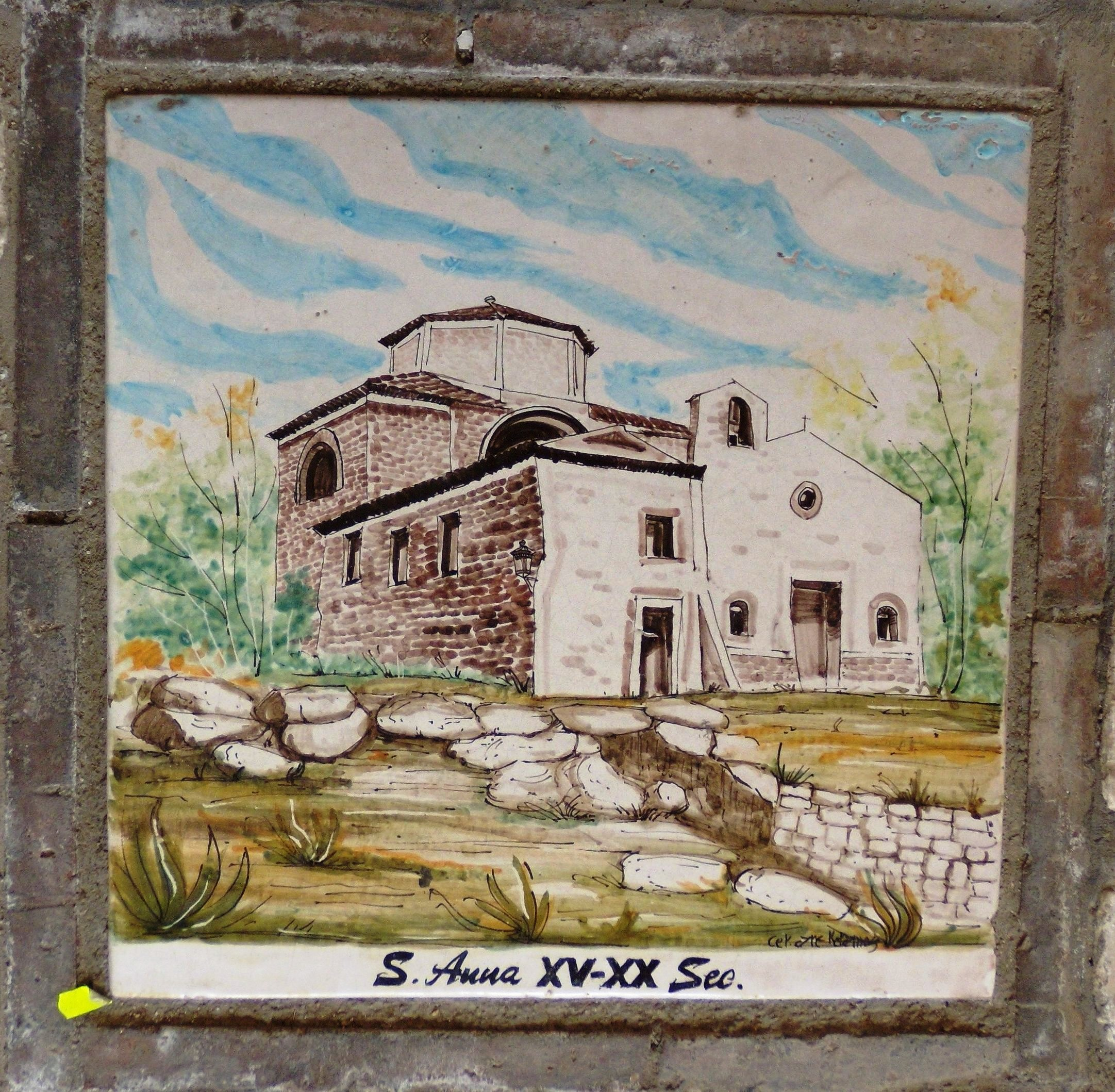
Kirche Sant’Anna.
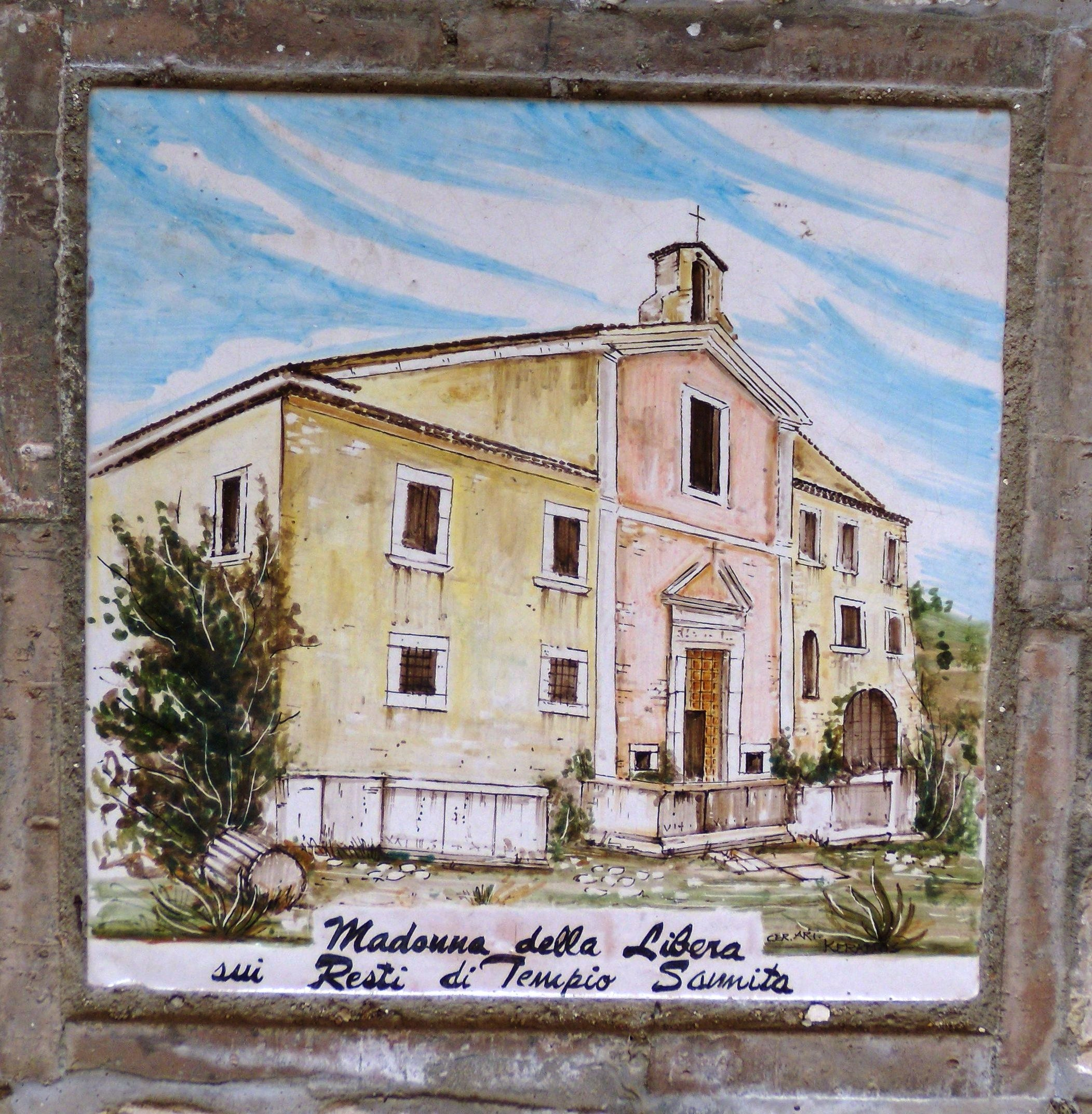
Kirche Madonna della Libera.
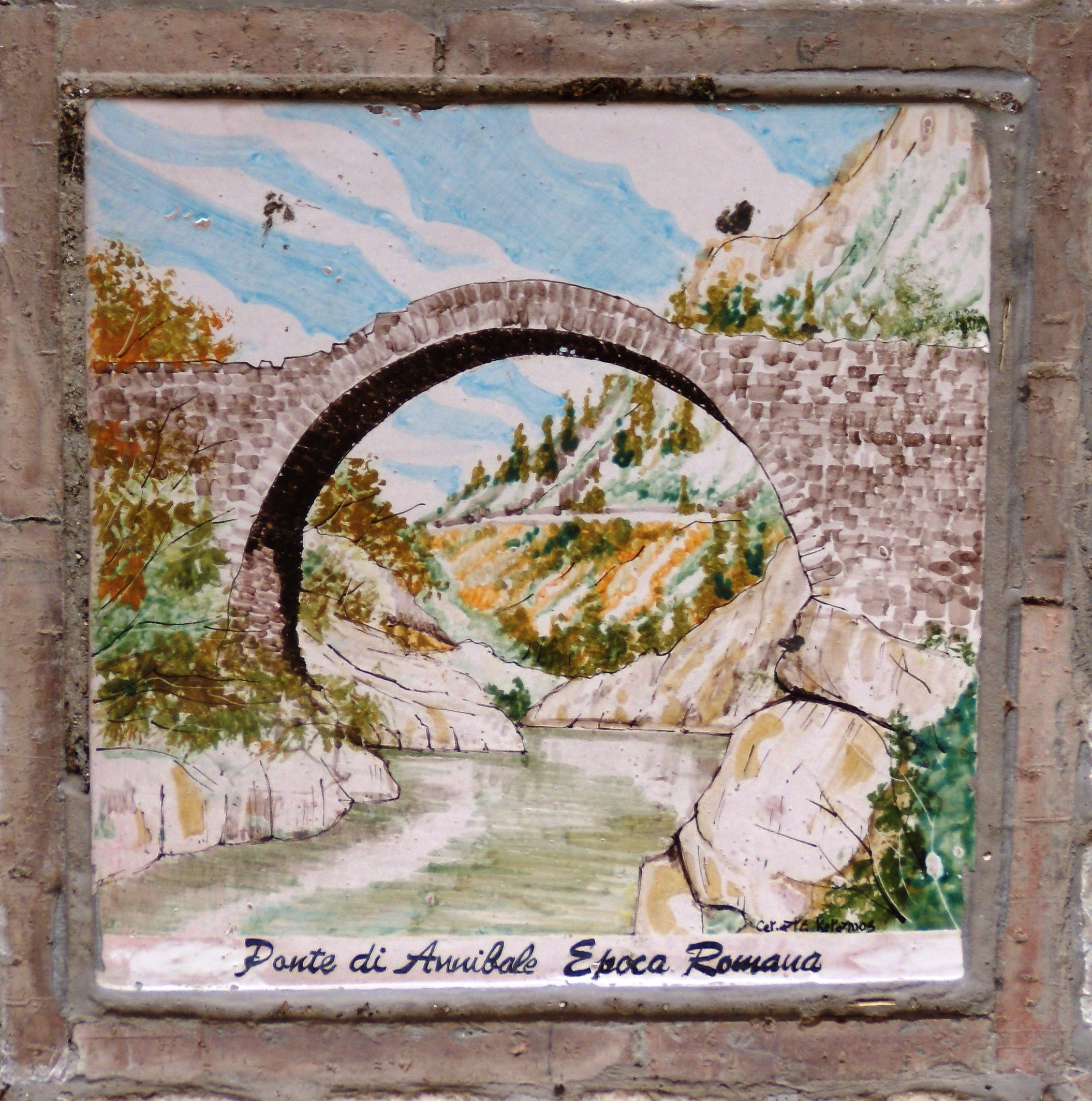
Ponte di Annibale.
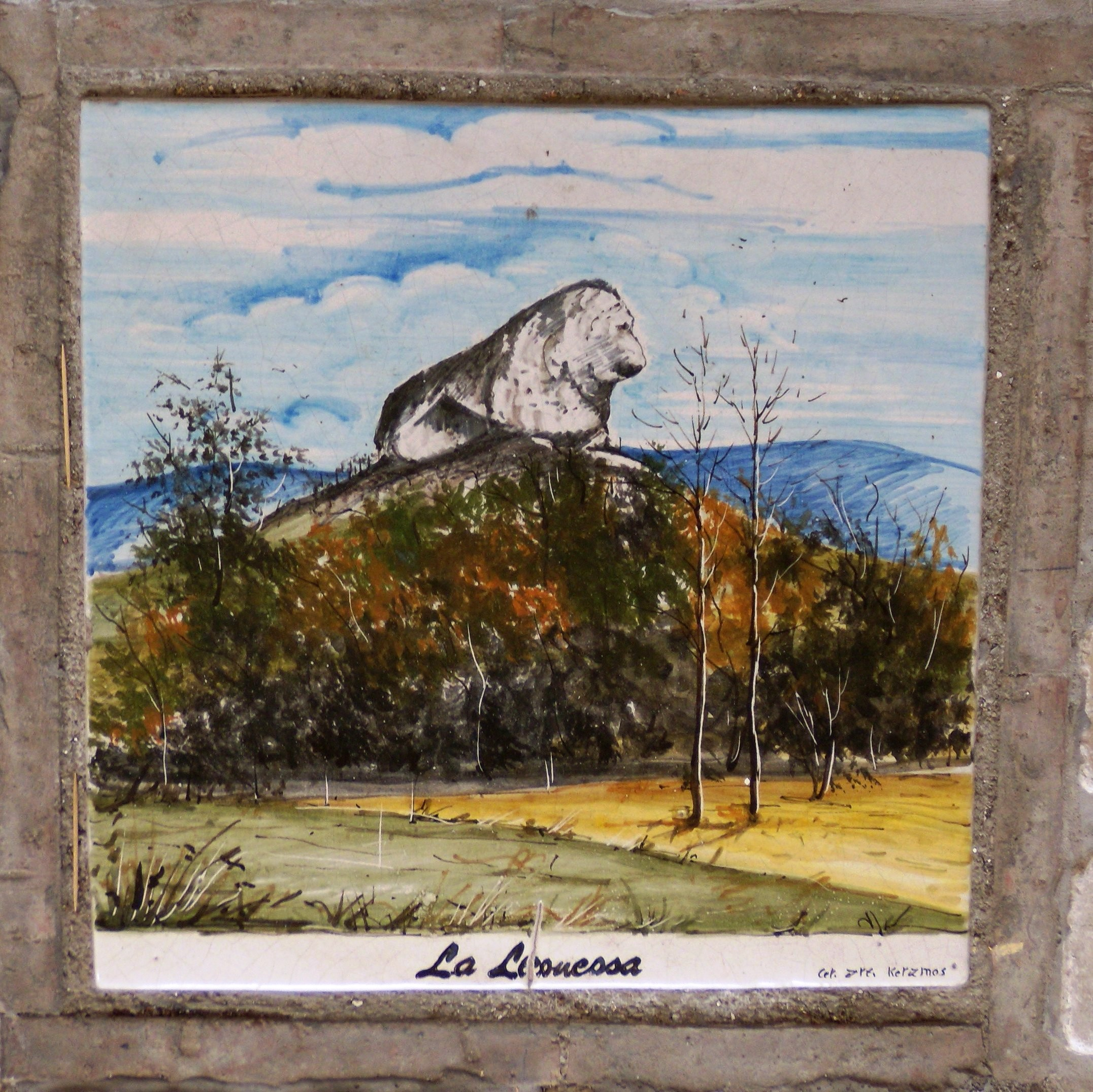
Morgia Sant’Angelo oder „Leonessa“.
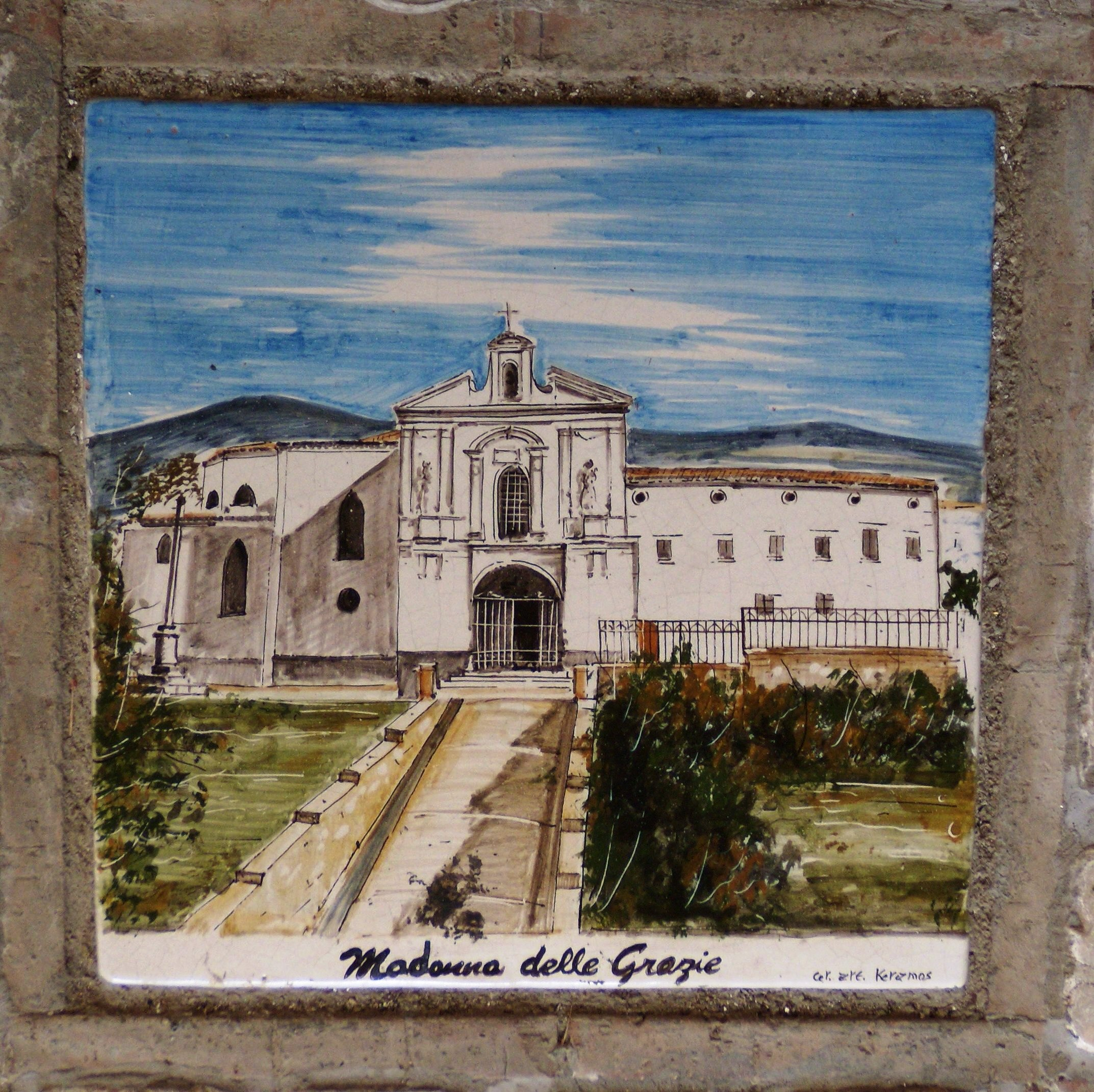
Santuario della Madonna delle Grazie.

Die Paneele im Westtrakt (Orte von Interesse im historischen Zentrum):

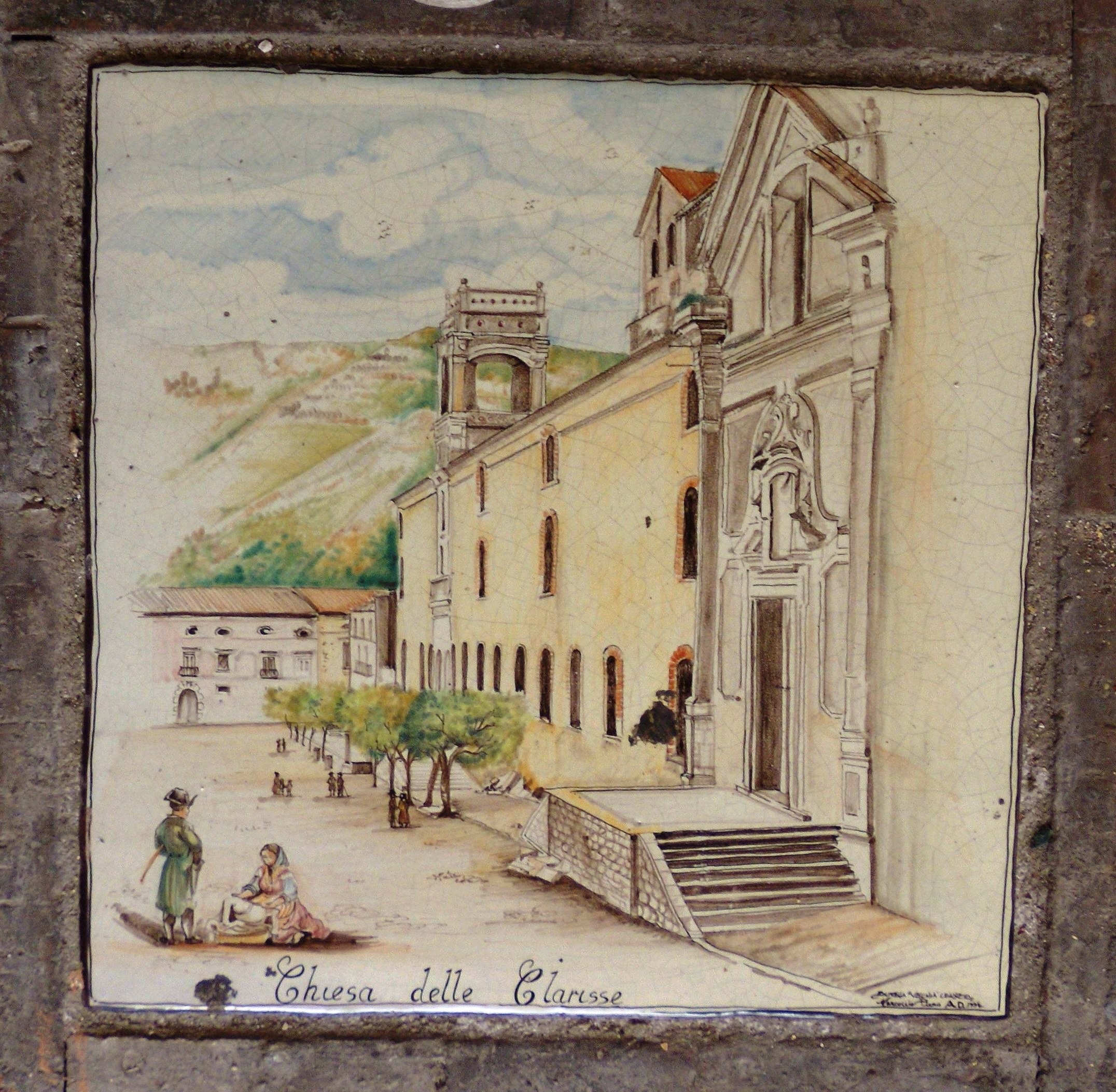
Ehemaliges Klarissenkloster.
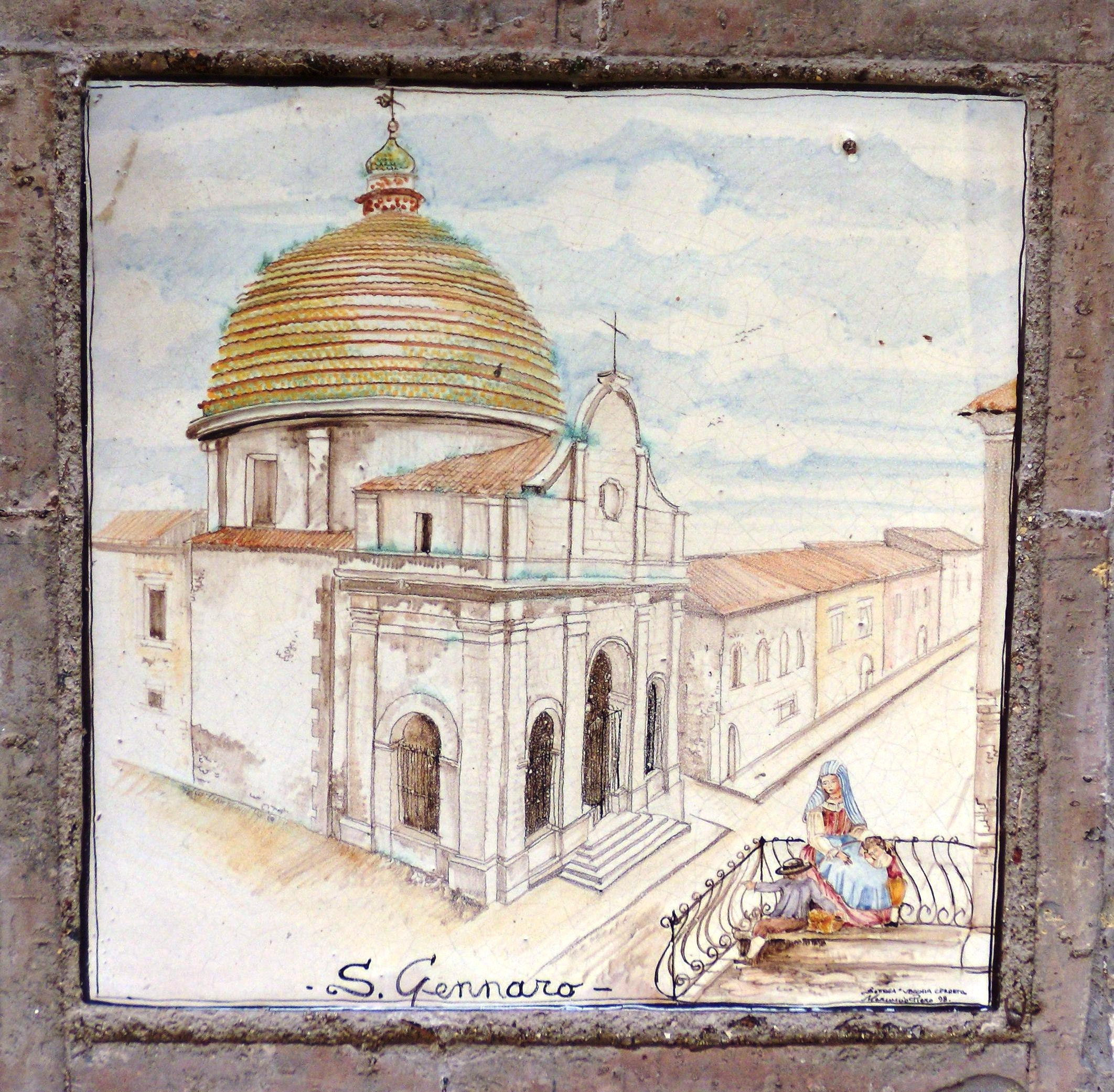
Kirche San Gennaro.
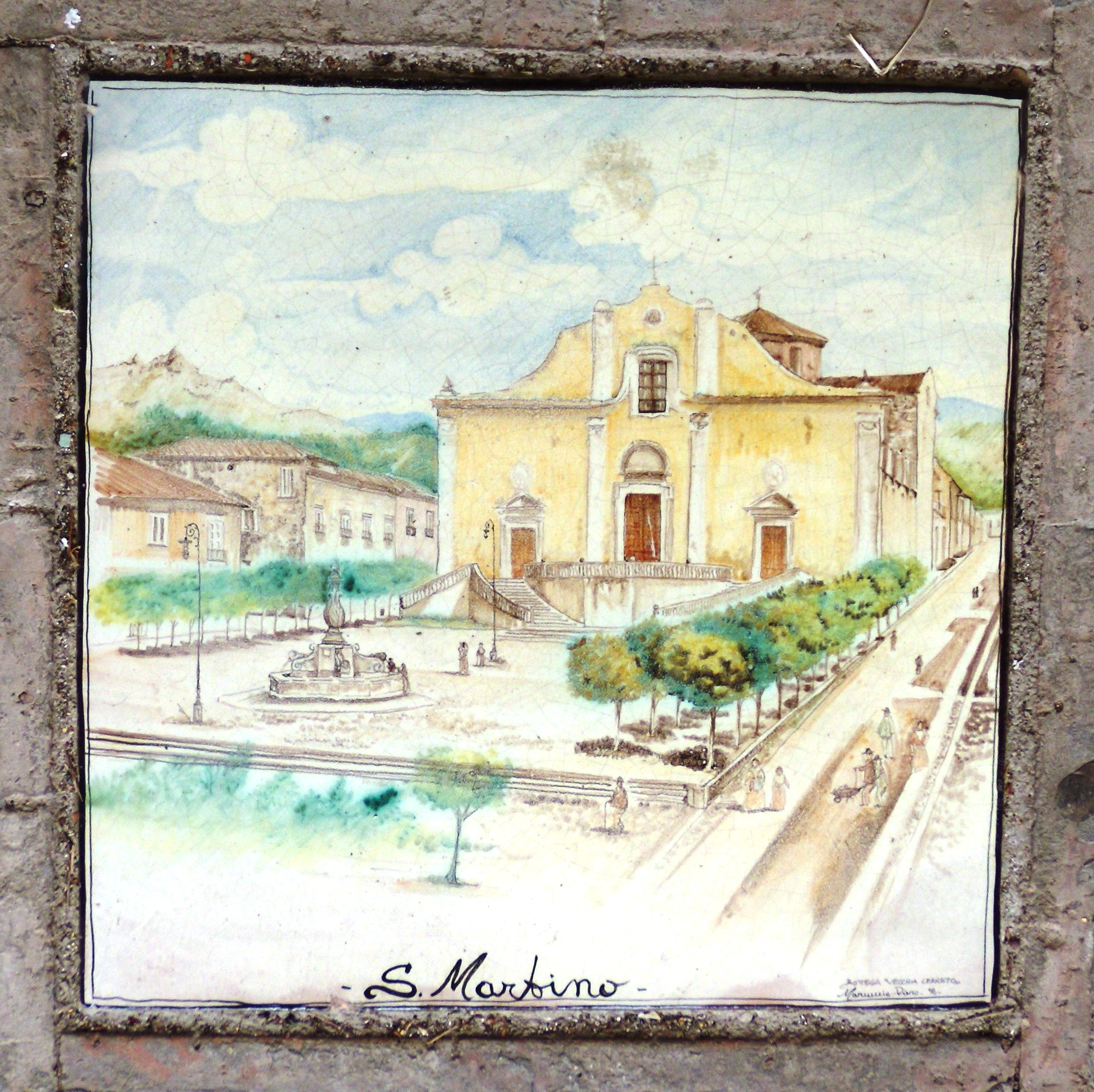
Kollegium San Martino.
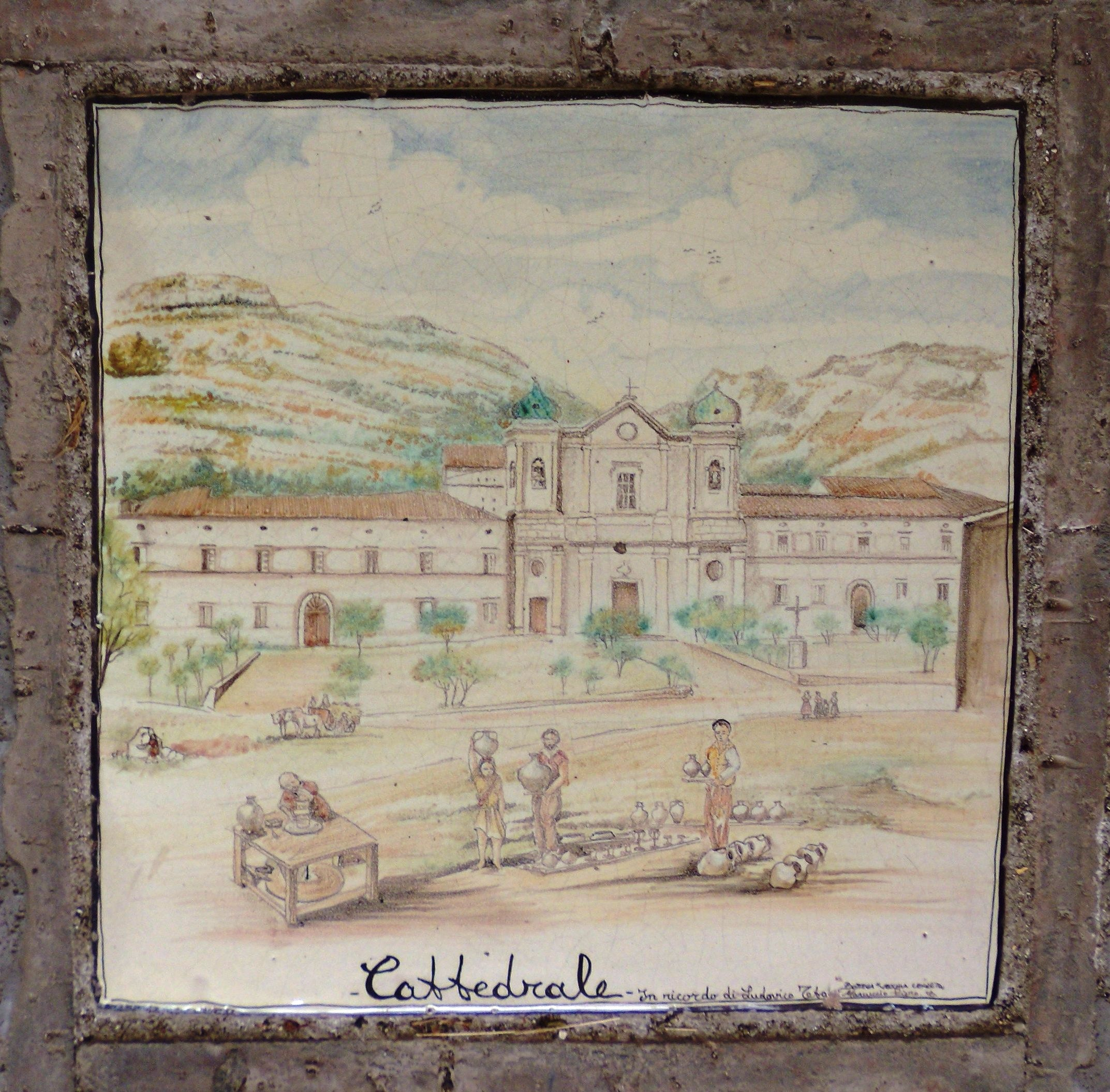
Kathedrale von Cerreto Sannita.
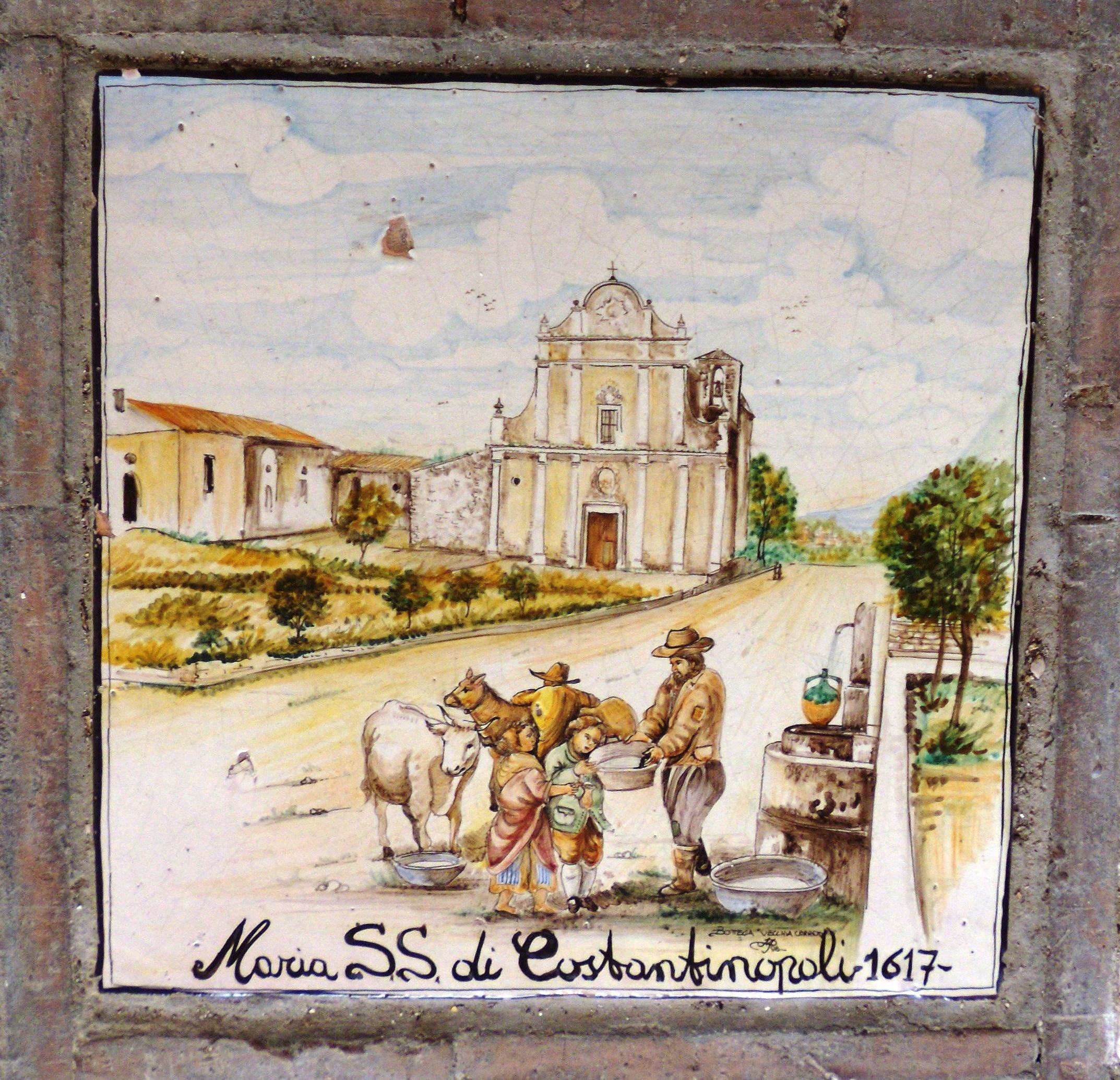
Kirche Madonna di Costantinopoli.

Die Paneele im Nordtrakt (Wappen):

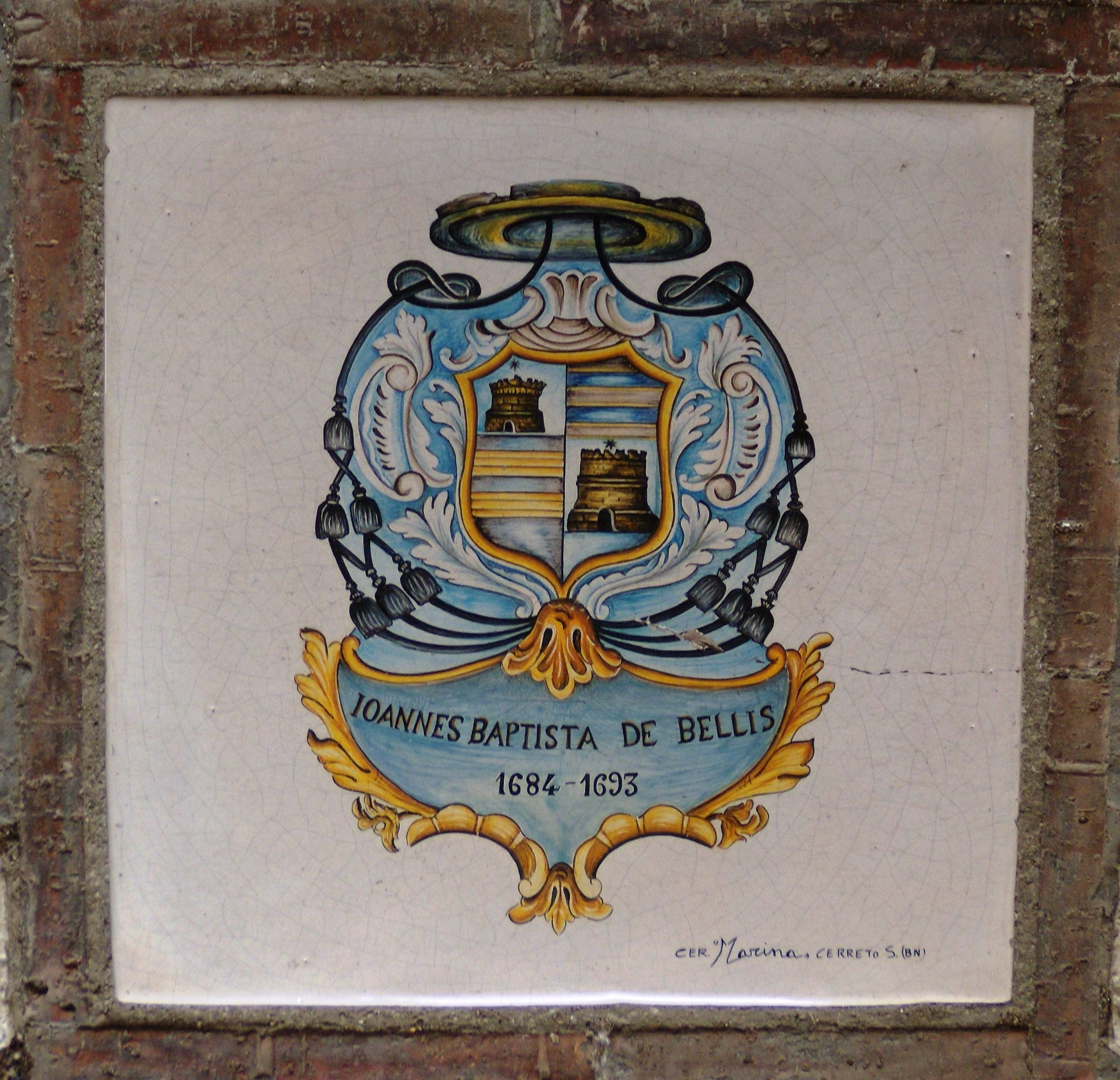
Wappen des Bischofs von Cerreto ‚‚Giovanni Battista de Bellis‘‘ (17. Jahrhundert).
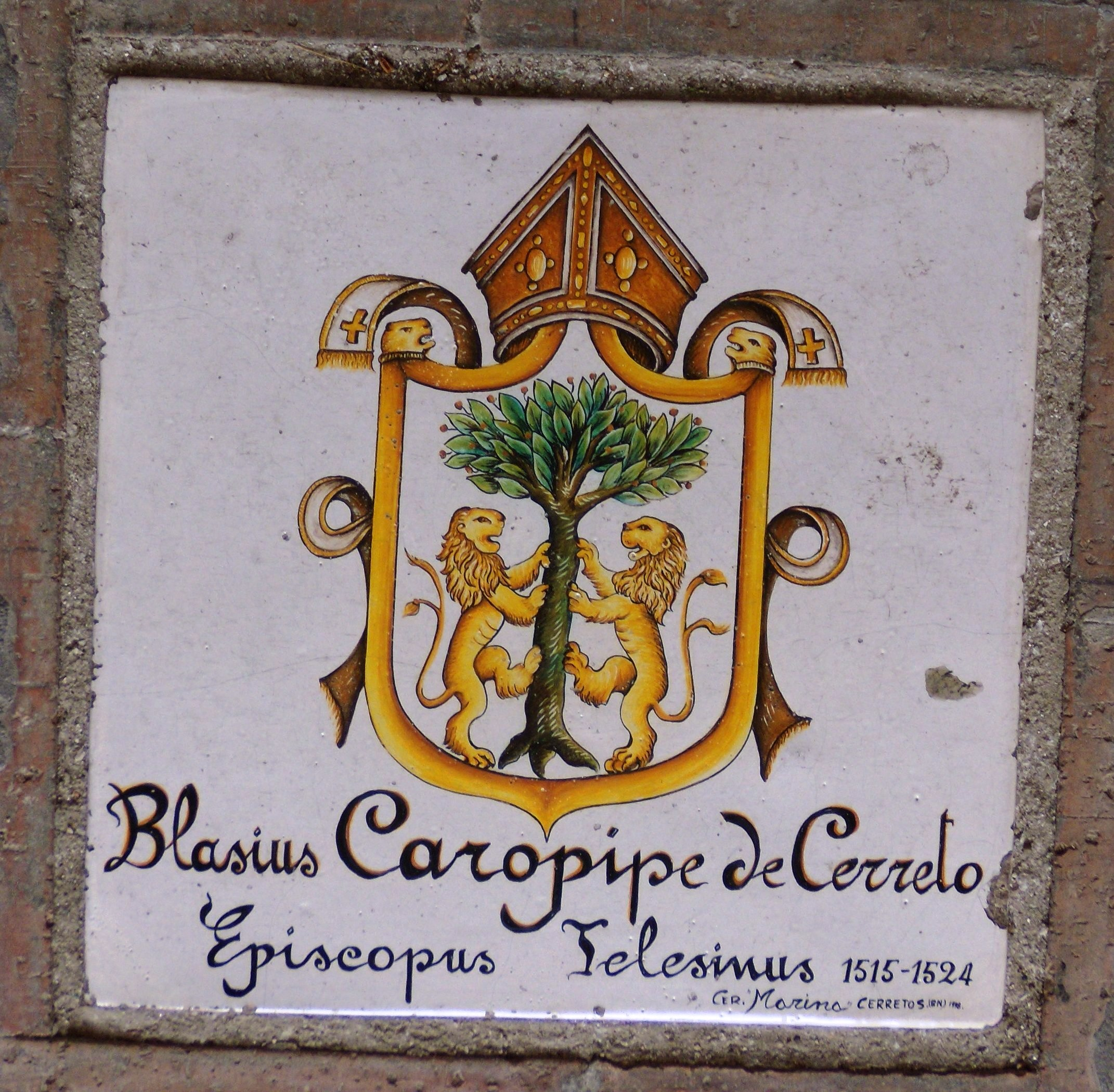
Wappen von Monsignore ‚‚Biagio Caropipe‘‘, Bischof von Cerreto im 16. Jahrhundert.
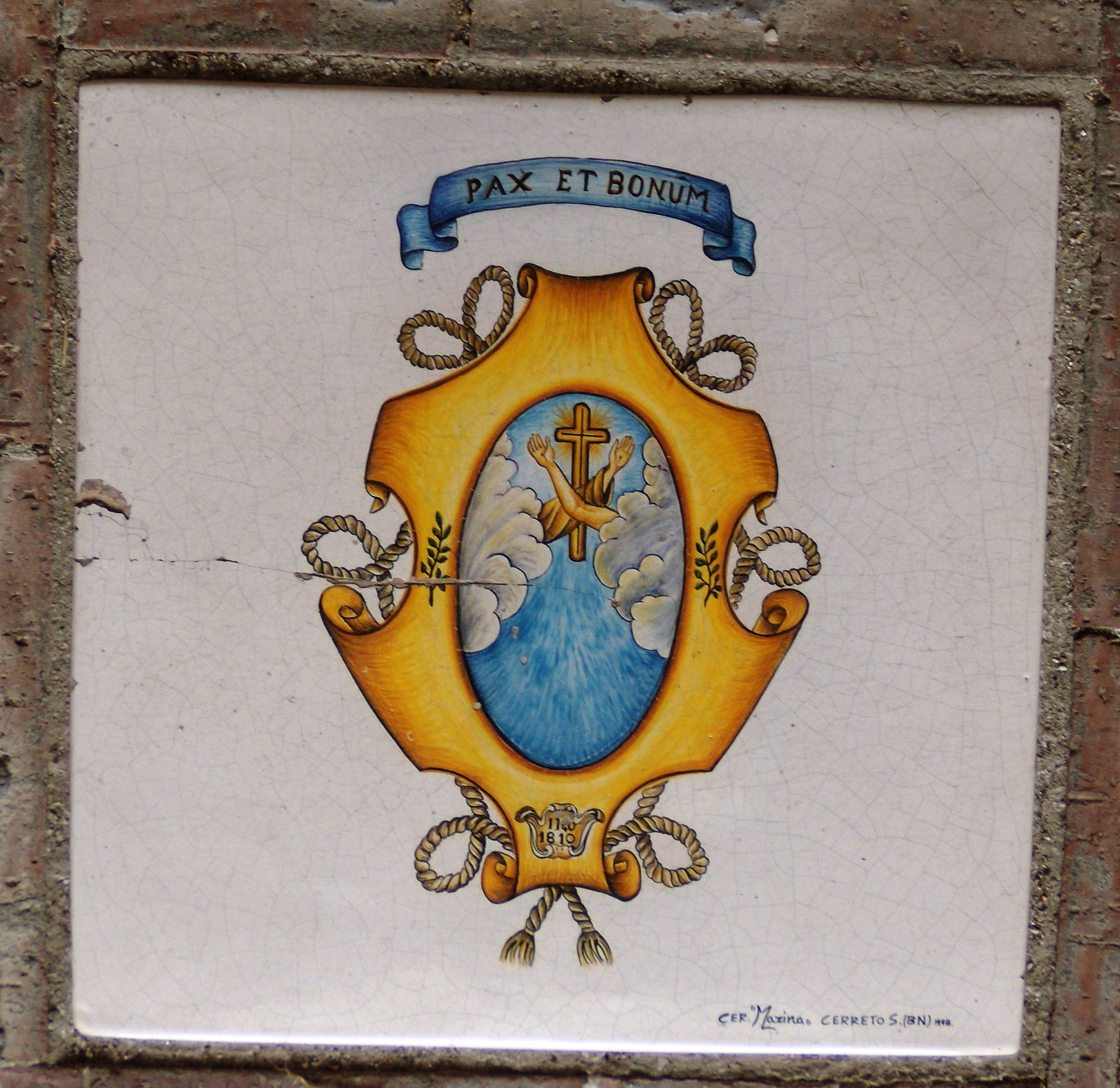
Wappen der Minoriten.
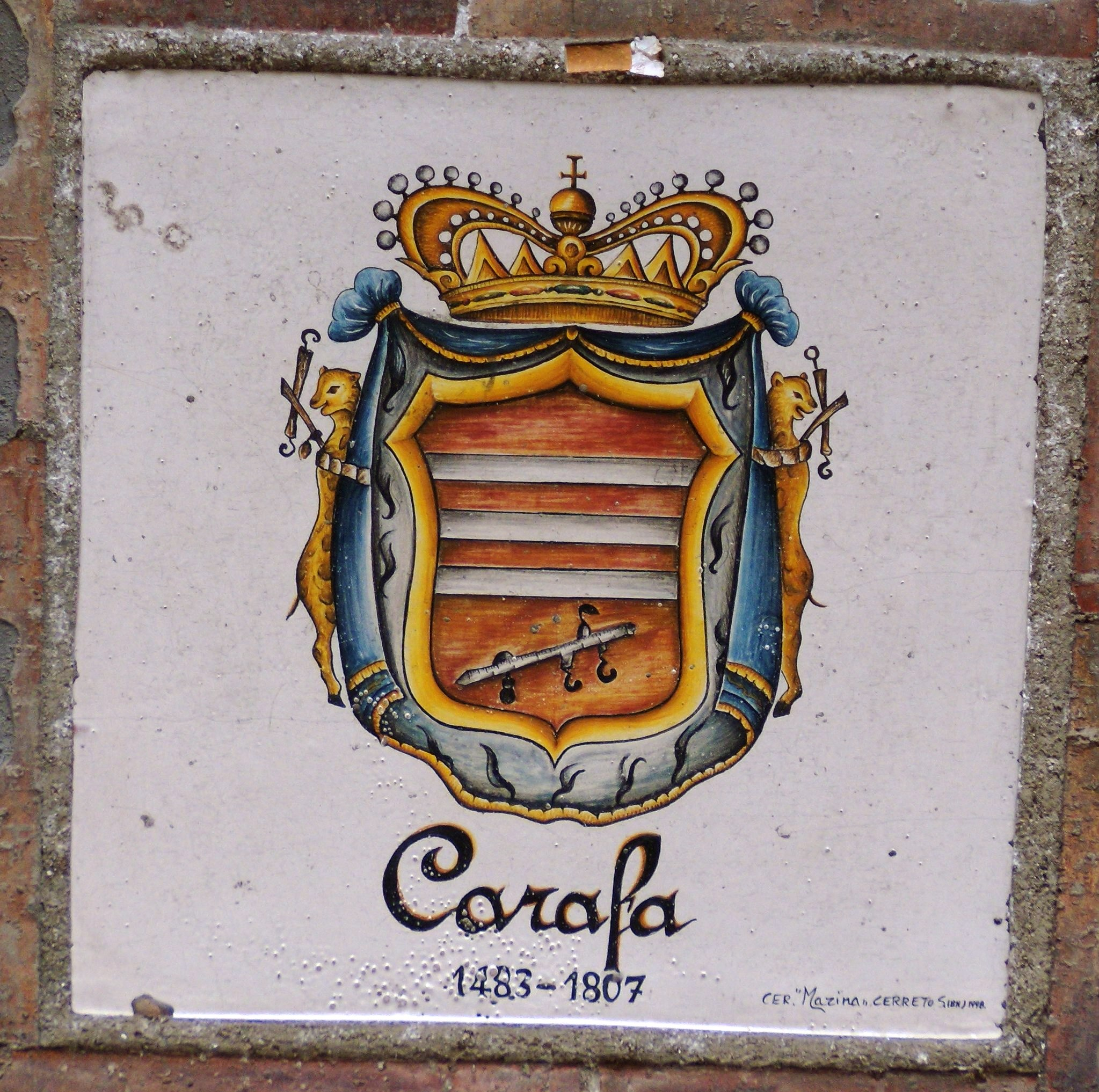
Wappen der Grafen ‚‚Carafa‘‘.
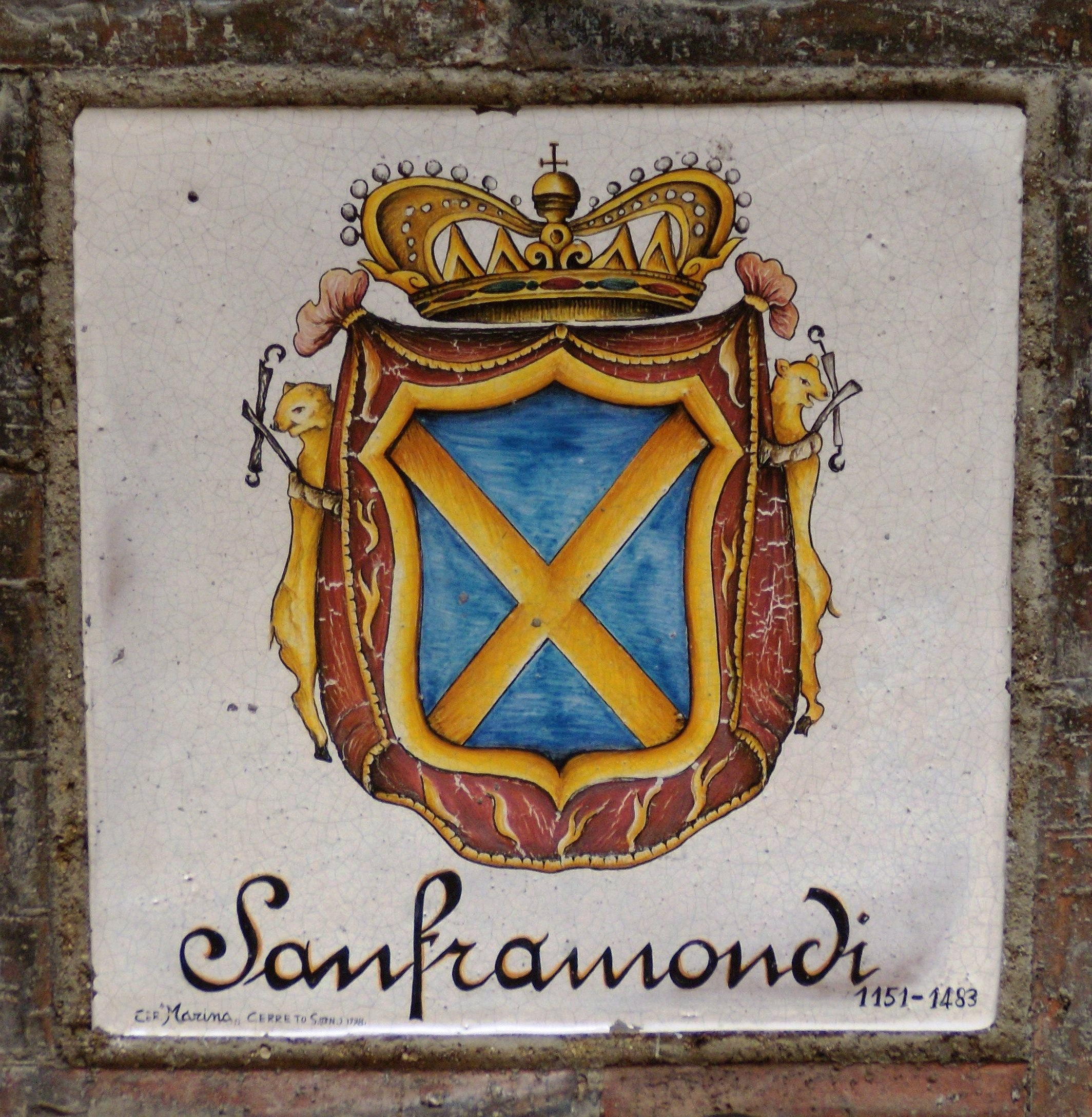
Wappen der Grafen ‚‚Sanframondi‘‘.

Paneele an drei der vier Ecken des Kreuzgangs siti a tre dei quattro angoli del chiostro (die Gemeinden mit Namen „Cerreto“, die im Laufe der Zeit aufeinander folgten):

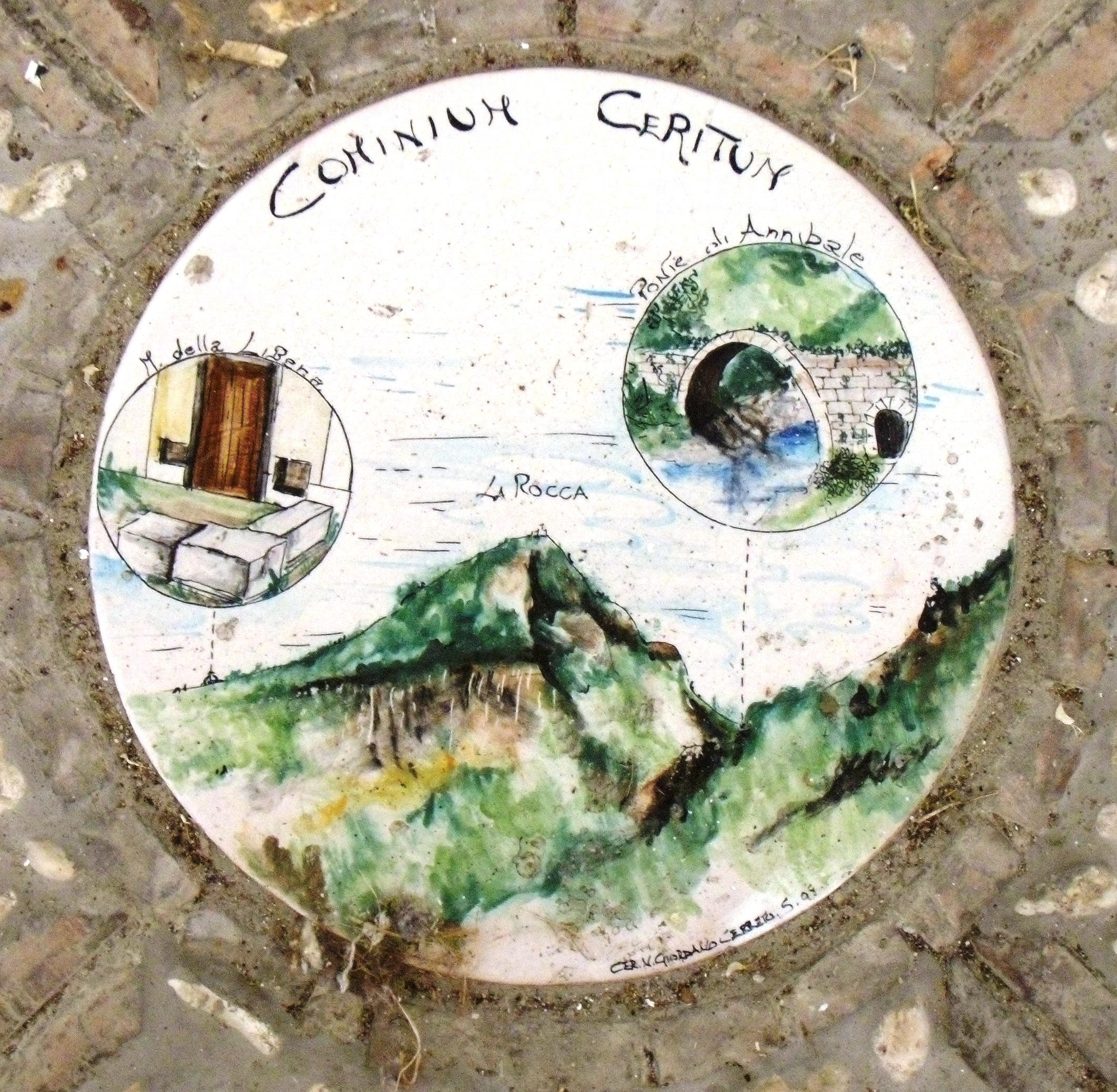
Cominium Cerritum.
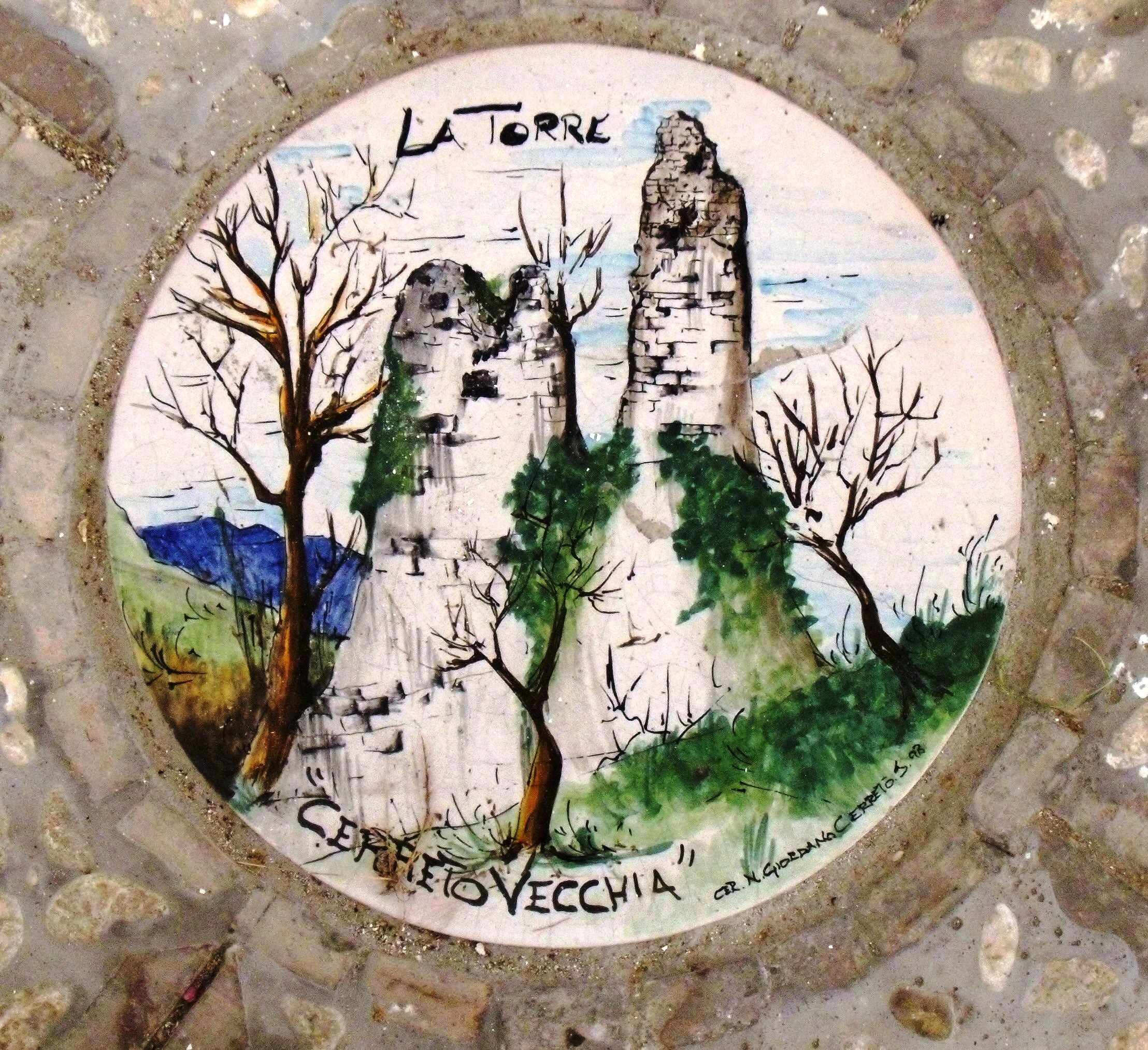
Cerreto Antica.
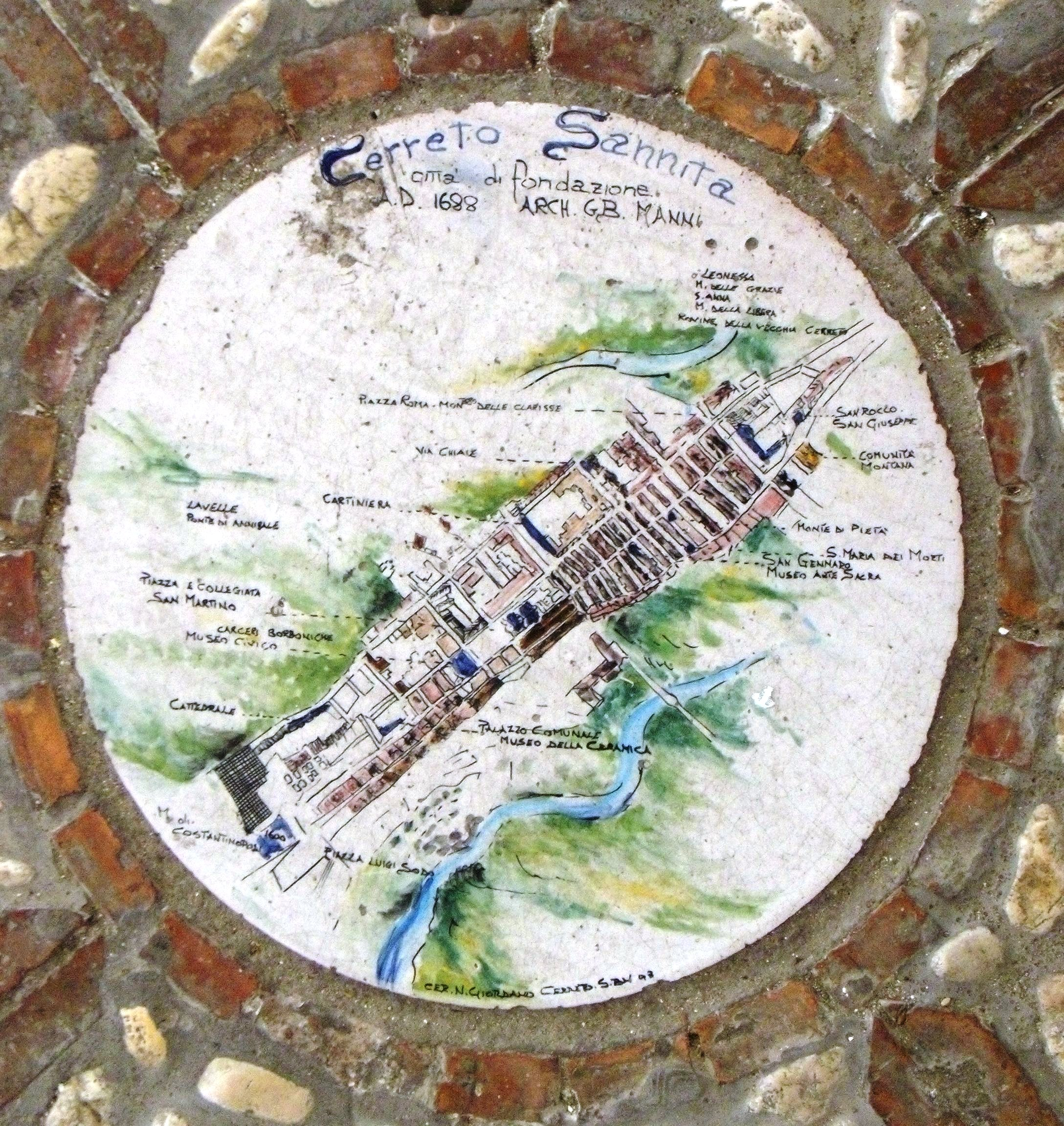
Cerreto Sannita.